# كارينا لاو
كارينا لاو (بالإنجليزية: Carina Lau)‏ (و. 1965  م) هي مغنية، وممثلة أفلام من الصين، وكندا، ولدت في سوجو.
.

## التعليم
تعلمت في .

## وصلات خارجية
- كارينا لاو على موقع IMDb (الإنجليزية)
- كارينا لاو على موقع قاعدة بيانات الأفلام العربية
- كارينا لاو على موقع ألو سيني (الفرنسية)
- كارينا لاو على موقع ميوزك برينز (الإنجليزية)
- كارينا لاو على موقع أول موفي (الإنجليزية)
- كارينا لاو على موقع قاعدة بيانات الأفلام السويدية (السويدية)
- كارينا لاو على موقع إن إن دي بي (الإنجليزية)
- كارينا لاو على موقع قاعدة بيانات الفيلم (الإنجليزية)
- كارينا لاو على موقع كينوبويسك (الروسية)